# Идеопсисы
Идеопсисы (лат. Ideopsis) — род бабочек из семейства нимфалид (Nymphalidae) и подсемейства данаид (Danainae). Распространены виды этого рода в Микронезии, Индокитае, Малайзии, Индонезии, южных частях Индии и Китая.
Виды:
- Ideopsis oberthurii (Doherty, 1891)
- Ideopsis juventa  (Cramer, 1777)
- Ideopsis similis  (Linnaeus, 1758)
- Ideopsis vulgaris  (Butler, 1874)
- Ideopsis gaura (Horsfield, 1829)
- Ideopsis vitrea (Blanchard, 1853)
- Ideopsis klassika (Martin, 1909)
- Ideopsis hewitsonii (Kirsch, 1877)